# Belgium (Wisconsin)
Belgium és una població dels Estats Units a l'estat de Wisconsin. Segons el cens del 2010, Belgium tenia 2245 habitants.

## Toponímia
Des l'inici, Belgium (= Bèlgica) compta amb una gran població d'immigrants d'origen luxemburguès. El 1857, els colons van proposar el nom de «Luxemburg» al Servei de correus alhora que un grup de colons d'origen belga, van presentar el nom de «Belgium» per llur poble amb una majoria de belgues. A causa d'un error administratiu, els noms es van canviar amb el resultat que Belgium, és un assentament luxemburguès, i Luxemburg, un assentament belga.

## Poblacions més properes
El següent diagrama mostra les poblacions més properes.